# Барсуки (платформа)
Барсуки́ (бел. Барсукі) — железнодорожный остановочный пункт Минского отделения Белорусской железной дороги на линии Минск-Пассажирский — Орша-Центральная. Остановочный пункт расположен в Смолевичском районе Минской области, между станцией Красное Знамя и остановочным пунктом Жодино-Южное на перегоне Красное Знамя — Жодино. Деревня Барсуки, по имени которой названа платформа расположена в 1,9 километрах севернее.

## История
Остановочный пункт был открыт в 1871 году в составе участка Осиновка — Брест Московско-Брестской железной дороги, до 1927 года являлся разъездом, носившим номер 13.
В 1974 году остановочный пункт был электрифицирован переменным током (~25 кВ) в составе участка Минск — Борисов.

## Устройство станции
Через остановочный пункт проходят два магистральных пути. Станция представляет собою две прямые боковые платформы, длиною по 220 метров каждая. Пересечение железнодорожных путей осуществляется по единичному наземному пешеходному переходу, оснащённый предупреждающими плакатами. Пассажирский павильон и билетная касса (работает с 5 до 20 часов) расположены на платформе в направлении Минска.

## Пассажирское сообщение
На остановочном пункте ежедневно останавливаются электропоезда региональных линий эконом-класса (пригородные электрички), следующие до станций Орша-Центральная (4 пары), Борисов (7 пар), а также нерегулярные рейсы до Жодино, Крупок и Славного. Время следования до Орши составляет в среднем 2 часа 46 минут, до Борисова — 27 минут, до станции Минск-Пассажирский — 1 час 11 минут.